# 王藎
王藎（1471年—？），字惟忠，錦衣衛籍，山東萊州府濰縣人，明朝政治人物。

## 生平
順天府鄉試第二十一名舉人。弘治九年（1496年）中式丙辰科會試第九十八名，二甲第十六名進士。授户部主事，升郎中，遼東管粮，正德三年（1508年）三月被械送京师，四年五月发回原籍为民。五年十月起用为陕西右参议，八年五月遷湖廣左參議，十一年六月升山西右參政，嘉靖二年（1523年）八月由江西左布政使、擢都察院右副都御史，巡撫河南。嘉靖三年（1524年）七月改巡撫陝西。

## 家族
曾祖王志友；祖父王整；父王端，母方氏。具慶下。